# Лоуренс-Кинг, Эндрю
Эндрю Лоуренс-Кинг (англ. Andrew Lawrence-King, 3 сентября 1959, Альбекк, остров Гернси, Великобритания) — британский музыкант, исполнитель на средневековой, ренессансной и барочной арфе.

## Биография
Музыкант родился на острове Гернси в городе Альбекк, детство провёл в пригороде Кастела. Эндрю Лоуренс-Кинг начал музыкальную карьеру в церкви города Сент-Питер-Порта на острове Гернси, где  пел в хоре и играл на органе в местном соборе. Получил стипендию на обучение органу в Кембриджском университете в колледже Селвин, но одновременно посещал занятия по математике и рассчитывал стать именно математиком. Познакомившись со средневековой ирландской арфой, которая его очаровала, он решил посвятить себя музыке. Своё музыкальное образование Лоуренс-Кинг завершил в Лондонском центре старинной музыки. Кроме арфы он играет также на клавесине, органе, псалтирии, перкуссии, гитаре.
Дебют музыканта состоялся в Королевском Альберт-холле (Лоуренс-Кинг исполнил на средневековой арфе программу для серии променад-концертов телеканала BBC, после чего быстро зарекомендовал себя как разносторонний музыкант группы континуо в ряде ведущих профессиональных ансамблей Европы. В 1988 он основал ансамбль «Трагикомедия» (англ. «Tragicomedia»). Позднее вошёл в состав ансамбля Жорди Саваля «Hespèrion XX» (ныне — «Hespèrion XXI»).
Эндрю Лоуренс-Кинг поставил ряд барочных опер, ораторий, средневековых мистерий и концертов камерной музыки в престижных театрах и концертных залах, среди них: Ла Скала; Сиднейский оперный театр; Казальс холл (Токио); Берлинская, Венская, Санкт-Петербургская и Московская филармония; Венский Концертхаус; Карнеги-холл, Дворец изящных искусств (Мехико). В качестве солиста в 2011 году получил премию «Грэмми» в номинации «Лучшая программа для малого ансамбля» за альбом «Семья Борджиа» в составе ансамбля «Hespèrion XXI» (художественный руководитель – Жорди Саваль). Является старшим научным сотрудником и экспертом Центра исследований по истории эмоций (англ. Centre of Excellence for the History of Emotions), Австралия, сфера его научных интересов – средневековые музыкальные мистерии и барочные оперы. Эндрю Лоуренс-Кинг создал собственный ансамбль «The Harp Consort», а также проект «Il Corago», занимающийся исследованием, постановкой и преподаванием исполнения старинных опер. Также он занимается изучением basso continuo, барочной риторики и жестикуляции. Исследования Эндрю Лоуренса-Кинга затрагивают и историю ирландской арфы.
В 1994 Эндрю Лоуренс-Кинг заключил контракт со звукозаписывающей компанией «Deutsche Harmonia Mundi». «The Harp Consort» и Эндрю Лоуренс-Кинг являются эксклюзивными артистами лейбла «Harmonia Mundi USA». Первым релизом для него для этой фирмы звукозаписи стал диск «Мексиканская месса» (англ. «Missa Mexicana»), на котором была записана праздничная полифония и танцы Мексики XVII века (отмечен «The London Times» как диск года).
В 2017 году Эндрю Лоуренс-Кинг сочинил оперу «Калевала» на сюжет финского эпоса.
Музыкант широко известен своей преподавательской и научной деятельностью. Эндрю Лоуренсу-Кингу был присуждён грант на трёхлетние исследования в области испанской барочной музыкальной драмы от Совета искусств и гуманитарных исследований в Суиндоне. Он известен как преподаватель старинной музыки: является старшим научным сотрудником в Университете Западной Австралии в Перте, занимает должность профессора старинной арфы в Гилдхоллской школе музыки и театра в Лондоне, преподает игру на арфе и континуо в Датской Королевской Академии Музыки в Копенгагене, являлся профессором старинной арфы и континуо в Академии старинной музыки в Бремене и Высшей музыкальной школе Каталонии в Барселоне, преподавал в Академии имени Сибелиуса и в Helsinki Polytechnic Stadia (Финляндия), преподаёт в Летней школе при Историческом обществе по изучению ирландской арфы. За достижения в области постановки старинной оперы Шеффилдский университет присвоил Эндрю Лоуренсу-Кингу степень доктора наук.

## Лоуренс-Кинг в России
Музыкант неоднократно выступал в России с концертами и мастер-классами. В 2002 (этот концерт критик сравнил с «эффектом разорвавшейся бомбы»), 2011 (дал концерт в Таврическом дворце), 2012 (с программой «Бахус, Аполлон и рождение оперы» выступил в Капелле совместно с тенором Марко Бисли), 2017 (в программе «Англомания» исполнил сочинения Генри Пёрселла и Джона Дауленда с британскими певцами Майклом Чансом и Деборой Йорк) годах он принимал участие в международном фестивале старинной музыки «Earlymusic» в Санкт-Петербурге.
В 2012 году музыкант поставил в Москве оперу «Игра о душе и теле» итальянского композитора XVII века Эмилио Кавальери, в постановке он выступил в качестве музыкального руководителя и дирижера, а также исполнителя на барочной арфe, клавесине и регале. Новой работой Эндрю Лоуренс-Кинга в Москве стала опера-сарсуэла «Любовь убивает» испанского композитора Хуана Идальго де Поланко, написанная в 1660 году на либретто Педро Кальдерона де ла Барка. Он переложил её для оркестра, хора и солистов (в оригинальной редакции оперы было только две партии для певцов и continuo). В этой постановке  он не только дирижировал, но играл на барочной арфе. В сентябре 2017 года Эндрю Лоуренс-Кинг в рамках фестиваля музыкальных театров «Видеть музыку» на малой сцене Детского музыкального театра имени Н. И. Сац представил мировую премьеру реконструированной оперы Клаудио Монтеверди «Ариадна» (1608, сам Монтеверди, считал, что это была его лучшая опера). В постановке принимают участие певцы и оркестранты из многих стран — Колумбии, ЮАР, Италии, Германии, Великобритании.

## Признание и награды
Дуэтный альбом Эндрю Лоуренса-Кинга с Полом Хиллиером стал «Диском года» по версии журнала «Rolling Stone». Диск «Miracles» (песни Готье де Куэнси, приора французского аббатства Вик, XIII век) получил награду «Edison» в Нидерландах, а также стал «Диском года» по версии «Gramophone» и «London Telegraph». Музыкант получил за альбом «Свет и север» премию «Diapason d’Or» и награду за компакт-диск года от журнала «Amadeus», а за альбом «Итальянский концерт» — премию «Лучший диск года в области ранней музыки» немецкой Академии фонографии.
Эндрю Лоуренс-Кинг получил российскую театральную премию «Золотая Маска» в номинации «Работа дирижёра» в 2013 году,  за  постановку первой  оперы в истории европейской музыки — «Представление о душе и теле» Эмилио де Кавальери 1600 года, поставленную в Детском музыкальном  театре  имени  Н. И.  Сац. Является обладателем премии Ноя Гринберга (англ. Рrix Noah Greenberg) и американской премии Общества Генделя за свои музыкальные исследования.

## Личная жизнь
Лоуренс-Кинг – яхтсмен-любитель, Королевская ассоциация яхт наградила его сертификатом «Океанский яхтмейстер». Он живет в городе Сент-Питер-Порт на острове Гернси, в нескольких шагах от Отвиль-Хауза, где когда-то жил Виктор Гюго, проводит большую часть своего отдыха на борту собственной яхты «Континуо». В связи с этим хобби музыкант возрождает традиционную музыку родного острова Гернси и выпустил CD «Труженики моря: древние песни маленького острова».